# Козарска Дубица (община)
Община Козарска Дубица (на сръбски: Општина Козарска Дубица) е разположена в Република Сръбска, част от Босна и Херцеговина. Неин административен център е град Козарска Дубица. Общата площ на общината е 497.92 км2. Населението ѝ през 2004 година е 34 916 души.